# Litsknuri
Litsknuri (en rus: Лицкнуры) és un poble de la República de Marí El, a Rússia, que en el cens del 2010 tenia 27 habitants. Pertany al districte rural de Kozmodemiansk.